# Bifurkace (geografie)

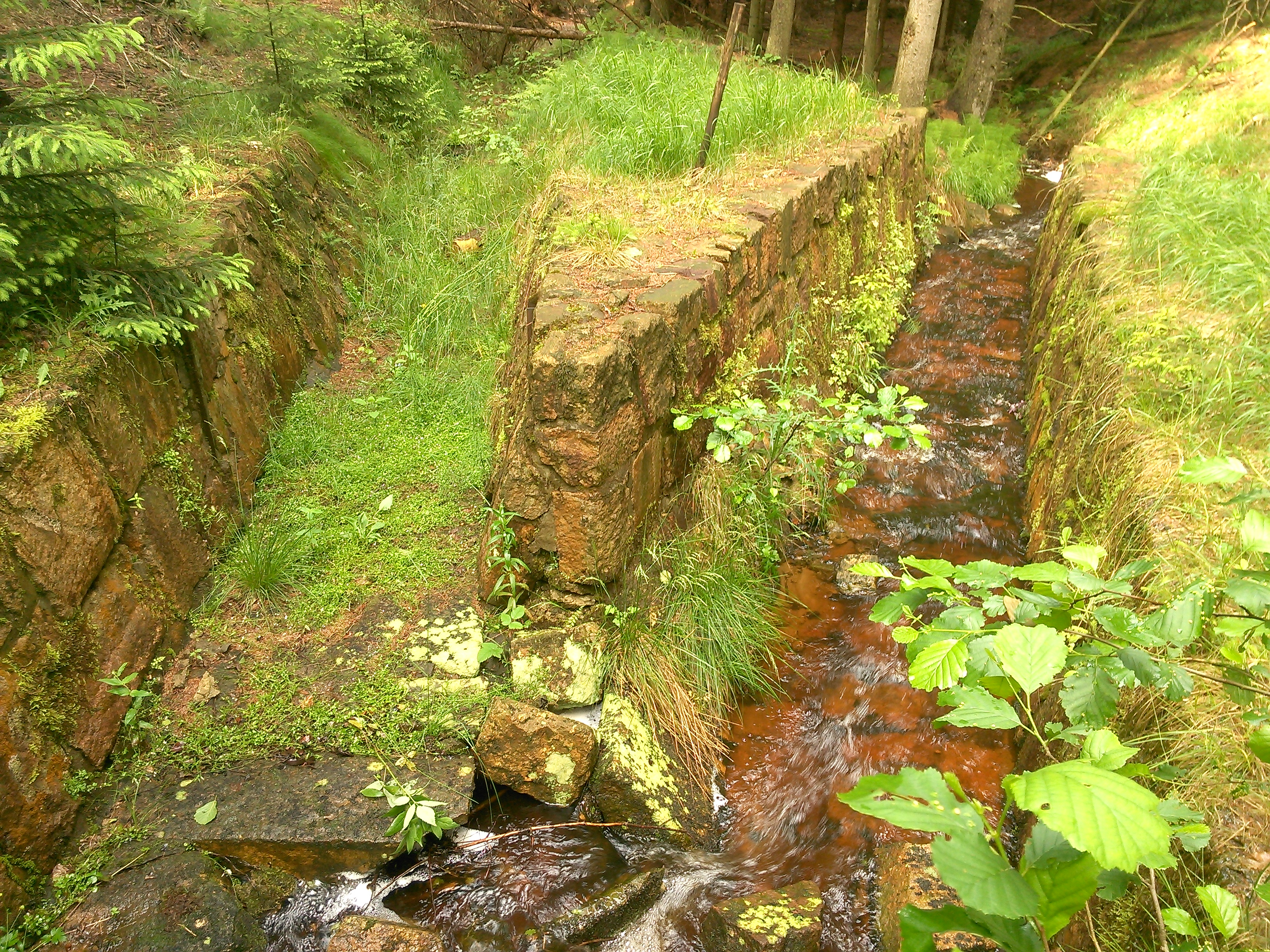
Umělé rozvodí Bělský potok / Ostružník pod Děčínským Sněžníkem.

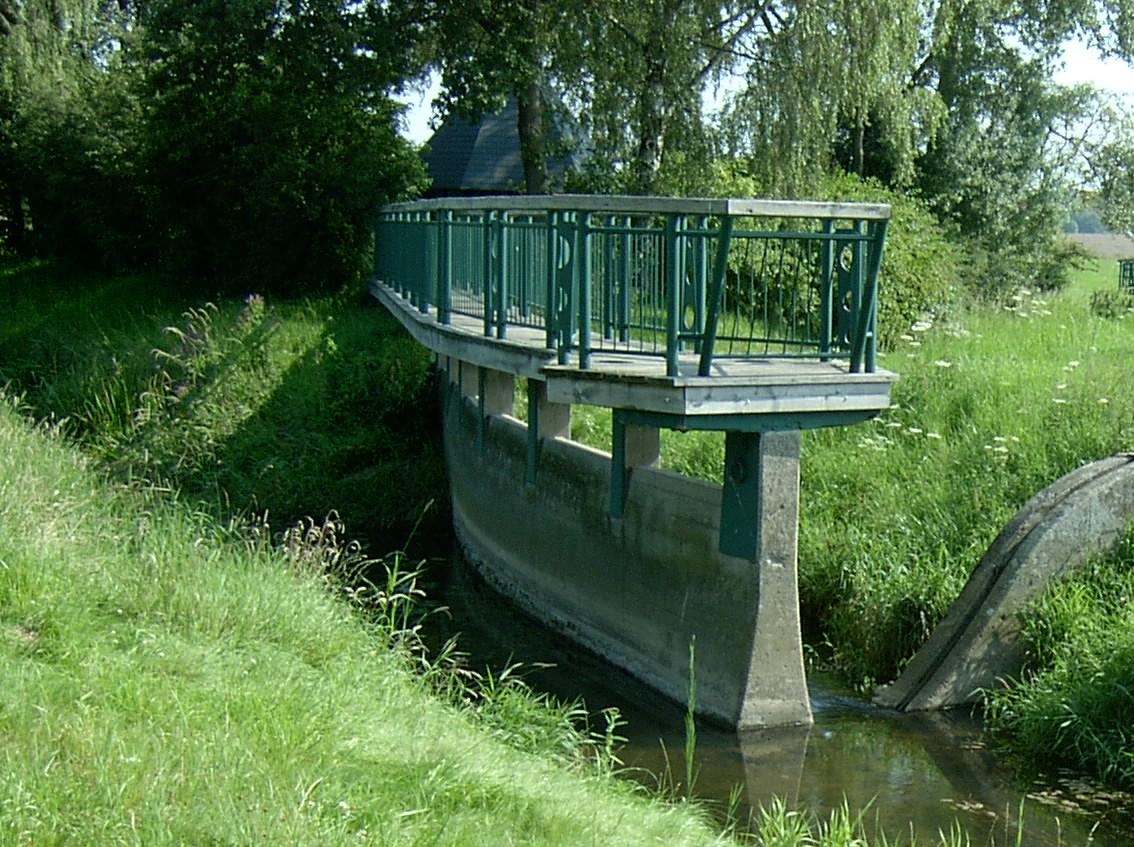
Bifurkace Hase u Melle

Bifurkace (z latinského furca, vidlička) v geografii znamená rozvětvení řeky, její rozdělení do dvou koryt. S tímto jevem je možné se setkat zejména v oblastech plochých rozvodí. Řeka odevzdává vodu různými směry do různých říčních systémů. Část řeky nad místem bifurkace je pak součástí obou takto propojených povodí.
Zvláštním případem bifurkace je jezero, ze kterého voda odtéká do dvou různých povodí. Příkladem je finské Vesijako, jehož voda odtéká částečně přes Päijänne do Finského zálivu a částečně přes Vanajavesi a Pyhäjärvi do zálivu Botnického.

## Příklady

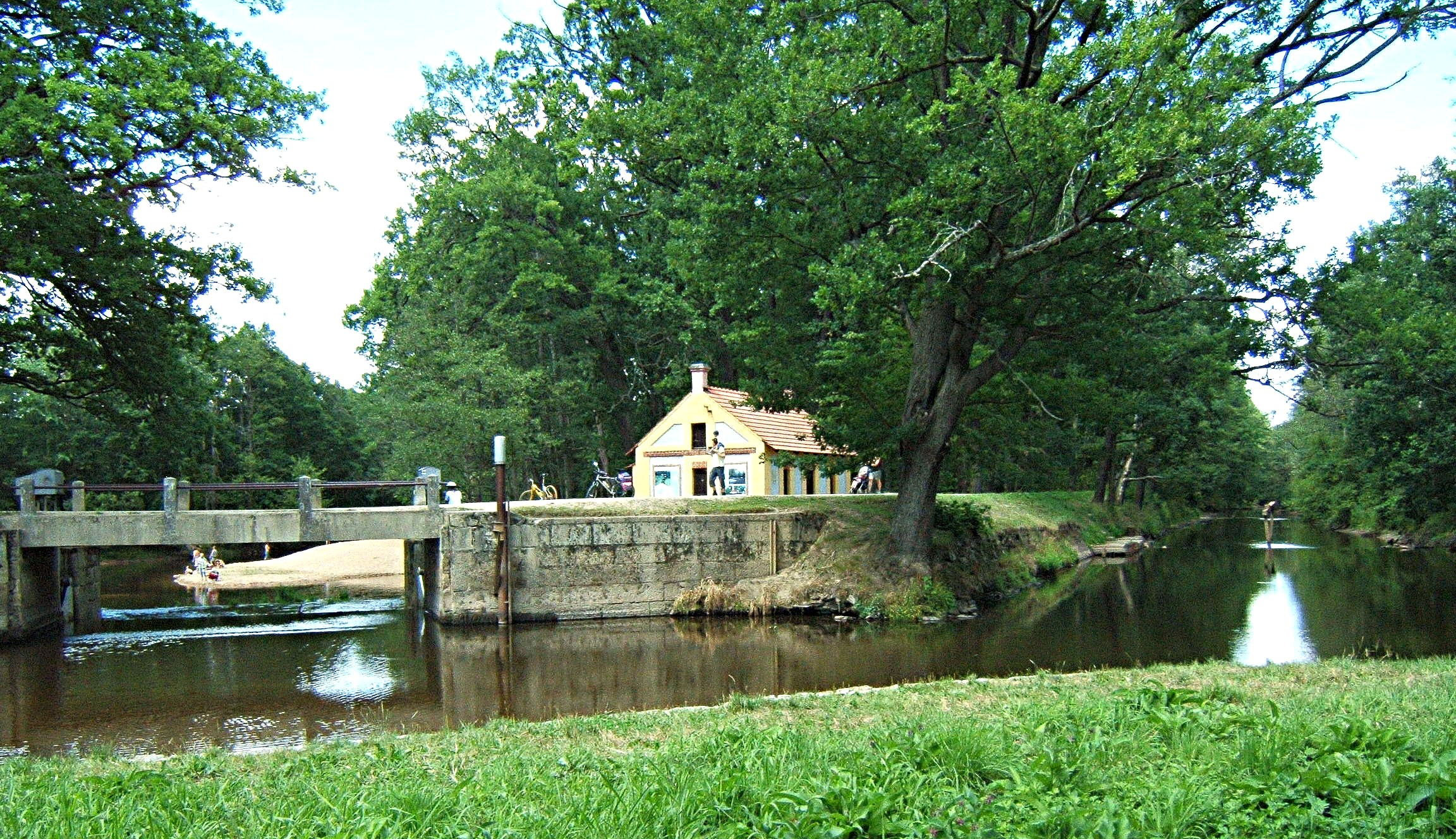
Rozvodí Lužnice

### Česko
- Bělský potok a Ostružník (povodí Jílovského potoka a Labe) u města Děčín. (první obrázek)
- Jílovský potok a Klíšský potok (povodí Labe a Bíliny) u Libouchce
- Lužnice se rozděluje na Starou a Novou řeku (umělý kanál). Nová řeka se vlévá do Nežárky, ta později zpět do Lužnice.
- Voda z Radostínského rašeliniště odtéká jak do rybníku Malé Dářko, ze kterého odtéká Štírový potok (jeden z pramenů Doubravy), tak do rybníku Velké Dářko, ze kterého vytéká řeka Sázava.

### Evropa
- Torne ztrácí nad Pajalou 57 % své vody odtokem do řeky Kalix spojovací řekou Tärendö.[2]
- Západní a Východní Manyč v jižním Rusku
- Kuloj v severním Rusku
- Obra a Obrzyca v Polsku
- Hase do Else (Werra, Vezera) a Emže v Německu
- Katra vlévá se do Němenu a Ūly v Litvě.
- Z jezera Golddajávri (na hranici Norska, Švédska a Finska) odtéká západním směrem řeka Breidal jejíž vody směřují do Atlantského oceánu. Východním směrem do Botnického zálivu odtéká řeka Kuohkimajoki.

### Severní a jižní Amerika
- Arroyo Partido v Argentině teče dokonce do dvou oceánů – Tichého a Atlantského; říčka se vlévá do Ría Negra a do Atlantiku a zároveň do řeky Valdivie a do Pacifiku
- Assiniboine v Kanadě, u města Portage la Prairie je část jejích vod z Portage Diversion odváděna 29 km dlouhým kanálem do jezera Manitoba. Assiniboine sama se vlévá do Red River of the North ve Winnipegu.
- Casiquiare a Maturaca mezi říčním systémem Orinoka a Amazonky ve Venezuele
- Divide Creek, část vod odtéká do Kicking Horse River, která se vlévá do řeky Columbia, která odtéká do Tichého oceánu. Druhá část říčky se vlévá do řeky Bow, jejíž vody se nakonec vlévají do Hudsonova zálivu (část Atlantského oceánu).
- North Two Ocean Creek (Národní park Grand Teton, Teton County, Wyoming) rozděluje Kontinentální rozvodí na Pacific Creek a Atlantic Creek. Pacific Creek se vlévá do Snake river a ta pak do řeky Columbia, která se vlévá do Tichého oceánu. Naopak Atlantic Creek se vlévá do řeky Yellowstone, která se vlévá do Missouri, ta následně do Mississippi a ta pak do Mexického zálivu (část Atlantského oceánu).
- Vody z karového jezera Committee's Punch Bowl odtékají jak do Tichécho oceánu (povodí řeky Columbia), tak do Severního ledového oceánu (povodí řeky Athabasca).